# Pressins
Pressins ist eine französische Gemeinde mit 1.181 Einwohnern (Stand: 1. Januar 2022) im Département Isère in der Region Auvergne-Rhône-Alpes. Sie gehört zum Arrondissement La Tour-du-Pin und zum Kanton Chartreuse-Guiers. Die Einwohner werden Pressinois genannt.

## Geographie
Die Gemeinde Pressins liegt an der Bièvre im Vorland der Chartreuse, etwa 23 Kilometer westsüdwestlich von Chambéry. Pressins wird umgeben von den Nachbargemeinden Romagnieu im Norden, Le Pont-de-Beauvoisin im Osten, Saint-Jean-d’Avelanne im Südosten, Velanne im Süden, La Bâtie-Divisin im Südwesten und Westen sowie Les Abrets im Nordwesten.

## Bevölkerungsentwicklung
| Jahr                       | 1962 | 1968 | 1975 | 1982 | 1990 | 1999 | 2006 | 2013 | 2021 |
| Einwohner                  | 575  | 568  | 544  | 687  | 762  | 832  | 1012 | 1140 | 1169 |
| Quellen: Cassini und INSEE |      |      |      |      |      |      |      |      |      |

## Sehenswürdigkeiten
- Kirche Saint-François-de-Sales
- Burg Châteauvieux aus dem 12./13. Jahrhundert

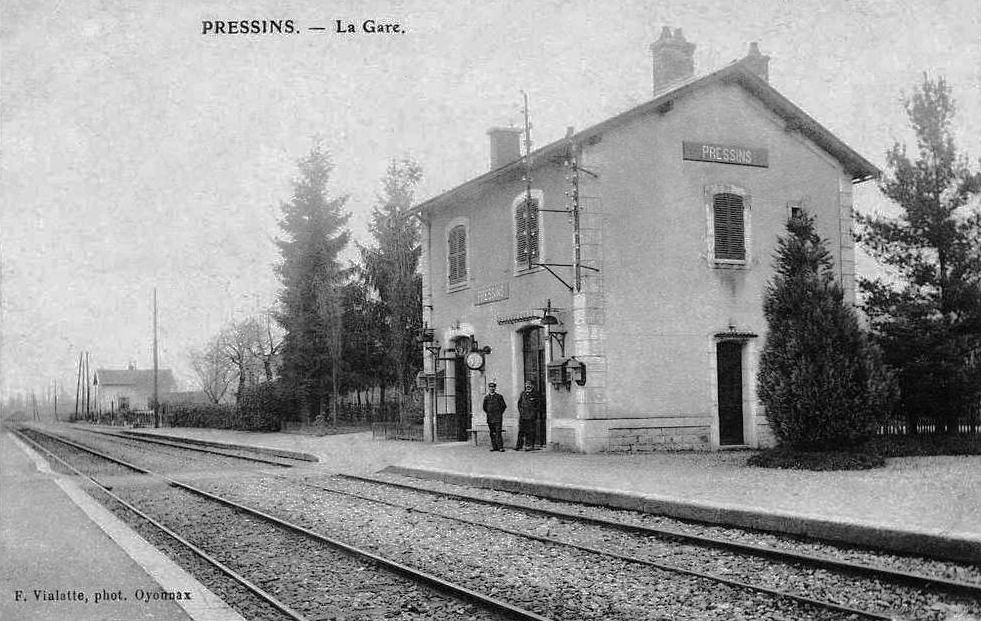
Bahnhof Pressins (um 1900)